# Camille Lemonnier
Antoine Louis Camille Lemonnier (Ixelles, Bélgica, 24 de marzo de 1844 - ibíd. 13 de junio de 1913) fue un escritor, poeta y periodista belga. Fue miembro del grupo simbolista La Jeune Belgique, pero sus obras más conocidas son realistas. Su primera obra fue Salon de Bruxelles (1863), una colección de crítica de arte. Su novela más conocida es Un Mâle (1881).

## Biografía
Nacido en Ixelles (al sur de Bruselas), Lemonnier estudió Derecho, y luego asumió un puesto de empleado administrativo en una oficina gubernamental, del que dimitió después de tres años. Lemonnier publicó un Salon de Bruxelles en 1863, y de nuevo en 1866. Sus primeras amistades fueron sobre todo con artistas, y escribió críticas de arte con reconocido discernimiento. Se trasladó a una casa en las colinas de Namur donde se dedicó al deporte, y desarrolló un íntimo acercamiento con la naturaleza que se reflejó en lo mejor de su obra. Nos Flamands (1869) y Croquis d'automne (1870) datan de esa misma época, al igual que Paris-Berlin (1870), un popular panfleto en el que defendió la causa de Francia y expresó el horror que sentía hacia la guerra.
Su capacidad como novelista, en la descripción fresca y humorística de la vida campesina, quedó revelada en Un Coin de village (1879). En Un Mâle (1881) logró una clase diferente de éxito. Trata de los amores entre un cazador furtivo y la hija de un granjero, con el bosque como telón de fondo. Cachaprès, el cazador furtivo, parece la personificación de la vida silvestre alrededor de él. El rechazo de Un Mâle por los jueces del premio quinquenal de literatura en 1883 hizo a Lemonnier el centro de una escuela, inaugurada en un banquete que se dio en su honor el 27 de mayo de 1883. Le Mort (1882), que describe el remordimiento de dos campesinos por un asesinato que cometieron, proporciona una vívida representación del terror. Fue remodelada como una tragedia en cinco actos (1899) por su autor. Ceux de la glèbe (1889), dedicada a los "niños de la tierra", fue escrita en 1885.
Se apartó de los temas locales durante algún tiempo para producir una serie de novelas psicológicas, libro de crítica de arte, etc., de considerable valor, pero asimilando más estrechamente con la literatura contemporánea en francés. Lo más destacado de sus últimas novelas incluyen Happe-chair (1886), a menudo comparada con la obra de Zola Germinal, L'Arche, journal d'une maman (1894) y Le Vent dans les moulins (1901), que vuelve a temas flamencos.
En 1888 Lemonnier fue perseguido en París por ofensas contra la moral pública por una historia en Gil Blas, y fue condenado a pagar una multa. En una persecución posterior en Bruselas fue defendido por Edmond Picard, y absuelto; y aún fue demandado una tercera vez, en Brujas, por su Homme en amour, pero de nuevo absuelto. Representó su propio caso en Les Deux consciences (1902). L'Ile vierge (1897) fue la primera de una trilogía que se llamaría La Légende de la vie, que iba a trazar, a través de los acontecimientos de la vida del héroe, el peregrinaje de un héroe a través del sufrimiento y sacrificio a la concepción de la divinidad dentro de él. En Adam et Eve (1899) y Au Coeur frais de la forêt (1900), predicó para un regreso a la naturaleza como la salvación no sólo de los individuos sino también de la comunidad. Entre sus otras obras importantes están G. Courbet, et ses œuvres (1878); L'Histoire des Beaux-Arts en Belgique 1830-1887 (1887); En Allemagne (1888), que trata específicamente de la Alte Pinakothek en Múnich; La Belgique (1888), una obra descriptiva elaborada con muchas ilustraciones; La Vie belge (1905) y Alfred Stevens et son œuvre (1906).

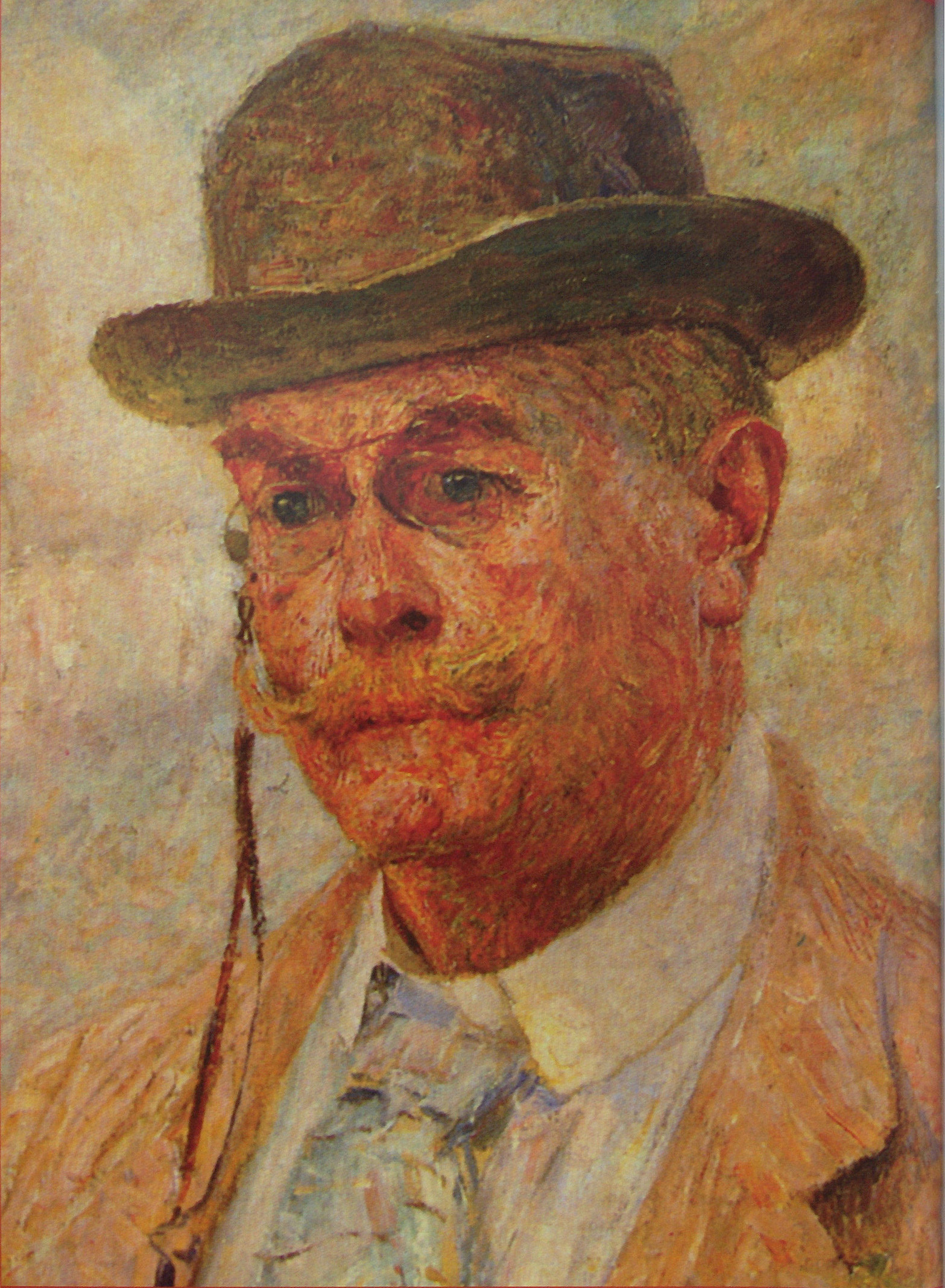
Retrato de Camille Lemonnier por Emile Claus.

Lemonnier pasó gran parte de su tiempo en París, y fue uno de los primeros contribuyentes al Mercure de France. Comenzó a escribir en una época en que las letras belgas carecían de estilo; y con bastante trabajo duro, y algunas extravagancias iniciales, creó un medio para la expresión de sus ideas. Explicó algo del proceso en un prefacio contribuyendo al Labeur de la prose de Gustave Abel (1902). Su prosa es magnífica y sonora, pero abunda en neologismos y extrañas metáforas.
Rue Camille Lemonnier/Camille Lemonnierstraat, en Ixelles Occidental, ha recibido ese nombre en su honor.

## Obra
- Salon de Bruxelles (1863)
- Nos Flamands (1869)
- Croquis d'automne (1870)
- Paris-Berlin (1870)
- G. Courbet, et ses œuvres (1878)
- Un Coin de village (1879)
- Un Mâle (1881)
- Le Mort (1882)
- L'Hystérique (1885)
- Happe-chair (1886)
- L'Histoire des Beaux-Arts en Belgique 1830-1887 (1887)
- En Allemagne (1888)
- La Belgique (1888)
- Ceux de la glèbe (1889)
- Le Possédé (1890)
- La fin des bourgeois (1892)
- L'Arche, journal d'une maman (1894)
- La Faute de Mme Charvet (1895)
- L'Ile vierge (1897)
- L'Homme en amour (1897)
- Adam et Eve (1899)
- Au Coeur frais de la forêt (1900)
- Le Vent dans les moulins (1901)
- Le Petit Homme de Dieu (1902)
- Comme va le ruisseau (1903)
- Alfred Stevens et son œuvre (1906)

## Literatura
- Maurice Gauchez. Camille Lemonnier (Collection Nationale/3. Série; v. 29) ODP, Bruselas 1943.
- Alexander Kiepert. Camille Lemonnier und seine Romane. Dissertation, Universität Greifswald 1924.
- Maurice DesOmbiaux. Camille Lemonnier. Monographie anecdotique et documentaire ave une biblio-iconographie (Les écrivains français de Belgique; v. 2) Carrington Press, Bruselas 1909.
- F. Russell Pope. Nature in the work of Camille Lemonnier (Belgian Series). University Press, New York 1933.
- Georges Rency. Camille Lemonnier. Essai de biographie critique. La vie intellectuelle, Bruselas 1922.
- Gustave Vanwelkenhuyzen. Histoire d'un livre. Un mâle, de Georges Lemonnier. Académie Royale de langue et de littérature française, Bruselas 1961.
- Benjamin M. Woodbridge. Le roman belge contemporain. Cinq romans flamands: Charles de Coster, Camille Lemonnier, Georges Eekhoud, Eugène Demolder, Georges Virrès. La renaissance du Livre, Bruselas 1930.